# الیشار، بسنی
الیشار، بسنی (به لاتین: Alişar, Besni) یک منطقهٔ مسکونی در ترکیه است که در استان آدیامان واقع شده‌است.